# Gamma-guanidinobutirraldeide deidrogenasi
La gamma-guanidinobutirraldeide deidrogenasi è un enzima appartenente alla classe delle ossidoreduttasi, che catalizza la seguente reazione:
4-guanidinobutanale + NAD+ + H2O ⇄ 4-guanidinobutanoato + NADH + 2 H+
L'enzima è coinvolto nella degradazione dell'arginina in Pseudomonas putida. 